# Агрий (сын Порфаона)
Агрий (др.-греч. Ἅγριος «дикий», «необузданный») — персонаж древнегреческой мифологии. Сын Порфаона и Евриты, младший брат Ойнея. Его сыновья свергли Ойнея и отдали царскую власть Агрию. Царь Калидона. По ранней версии, Агрий убит Тидеем. По другой версии, позднее свергнут Диомедом. Диомед убил Агрия и его детей и вернул власть Ойнею. По другому рассказу, Диомед прибыл в Этолию со Сфенелом и убил сына Агрия Ликопея, лишив Агрия власти, Агрий покончил с собой. Агрий — отец Ферсита.